# 確率冷却法
確率冷却法（かくりつれいきゃくほう、英：Stochastic Cooling）とは、オランダ人物理学者シモン・ファンデルメールが発明した、イオンビームの運動量を揃え位相空間内での密度を増加させる手法のこと。

## 概要
この方法は、それまでイオンビームの位相空間での体積の保存を表すリウヴィルの定理を超える発見として評価され、ウィークボソンの発見に決定的な役割を果たしたとして1984年度のノーベル物理学賞の受賞理由になっている。
確率冷却法は一種のフィードバックであり、位相空間内の粒子の位置や運動量などの情報を元にして、粒子毎の中心値からの誤差を補正して、位相空間の中心付近に粒子を集めるものである。実際の実験においては粒子一つ一つの情報を得ることは不可能なため、一定時間内のイオンビームの一部集団の情報を得ることで、徐々に補正を掛けていき、最終的に位置や運動量を揃えていく。
位置や運動量のばらつきは、ビームの重心系において気体分子運動論を適用することにより、重心の周りでの速度のばらつき、すなわちビームの温度とみなすことができるため、これを低減する手法をビーム冷却と呼ぶ。確率冷却法は、個々の粒子から見ると一定の確率で冷却されていくことからその名で呼ばれている。

## 技術解説
加速器および蓄積リング内での運動量を測定するための運動量測定装置と、位置を測定するための位置測定装置、実際の補正電圧をかける補正用電極と、高周波アンプなどの信号処理系からなる。測定系で中心からのずれに比例する信号を得て、補正用電極にフィードバック電圧をかける。

## 主な用途
高温イオンビームの冷却に用いられる。特に反陽子ビームはターゲットとの衝突による二次粒子として得られるため、極めてエネルギーのばらつきや発散角度が大きく、これを一度蓄積リングに蓄えて確率冷却を行いビームの強度を高めることが必須の技術である。